# Albert al II-lea al Belgiei
Albert al II-lea, cu numele complet Albert Félix Humbert Théodore Christian Eugène Marie, (n. 6 iunie 1934, Laeken, Brussel, Comunitatea Francofonă din Belgia⁠(d), Belgia) a domnit ca rege al belgienilor, după moartea fratelui său mai mare, din 1993 până la abdicarea sa în 2013. Este membru al casei regale a Belgiei; în trecut această casă s-a numit Saxa-Coburg-Gotha. Este unchiul actualului Mare Duce al Luxemburgului, Henri.

## Biografie
El este fiul cel mic al Regelui Leopold al III-lea (1901 - 1983) și al primei sale soții, Prințesa Astrid a Suediei (1905 - 1935). A depus jurământul pe 9 august 1993 în fața camerelor reunite ale Parlamentului.
La 3 iulie 2013, regele Albert al II-lea a participat la o reuniune a Cabinetului, unde a anunțat că la 21 iulie, va abdica din motive de sănătate. Va fi succedat de fiul său, Prințul Filip al Belgiei. A fost al treilea monarh care a abdicat în 2013, după Papa Benedict al XVI-lea și regina Beatrix a Olandei. Este al doilea rege belgian care abdică, după ce Leopold al III-lea al Belgiei, tatăl său, a abdicat în 1951.